# Veloto
Veloce is een historisch merk van bromfietsen.
Veloce was een Frans merk dat rond 1950 bromfietsen met een eigen motorblokje produceerde. Omdat dit motorblokje achter het bracket van het frame was gemonteerd, nam het erg veel ruimte in, waardoor het geval bijna twee meter lang werd.